# Mahunkaia tricornis
Mahunkaia tricornis är en kvalsterart som beskrevs av Schatz 2002. Mahunkaia tricornis ingår i släktet Mahunkaia och familjen Eremaeozetidae. Inga underarter finns listade i Catalogue of Life.